# Stevns Klint
Stevns Klint – jeden z najokazalszych klifów duńskiej Zelandii, zlokalizowany 63 km na południe od Kopenhagi.

## Geologia
Klif posiada wysokość 40 metrów i wznosi się nad plażą pomiędzy zatokami Køge i Fakse na południowym wschodzie Zelandii. Wyerodowany jest w kredzie senońskiej i wapieniach danu, budujących przykryty moreną płaskowyż Stevns (klif podcina go na przestrzeni około 15 km). W dolnej części odsłania miękkie warstwy kredy z poziomymi wkładkami ciemnych buł krzemiennych, a w górnej płytowe wapienie danu (odporniejsze), tworzące przewieszkę pond kredą erodowaną przez Morze Bałtyckie. W głąb morza rozciąga się biała, kredowa platforma abrazyjna, ponad którą Bałtyk przybiera barwę malachitową.

## Turystyka
Malowniczy klif jest popularnym celem wycieczek turystycznych. Turyści podziwiają zwłaszcza kontrast pomiędzy bielą skał i stalowobłękitną barwą morza. Atrakcję stanowi też część XIII-wiecznego kościoła w Højerup (dun. Højerup gl. Kirke), który oberwał się, wraz z częścią wapiennej płyty 16 marca 1928.

## Galeria

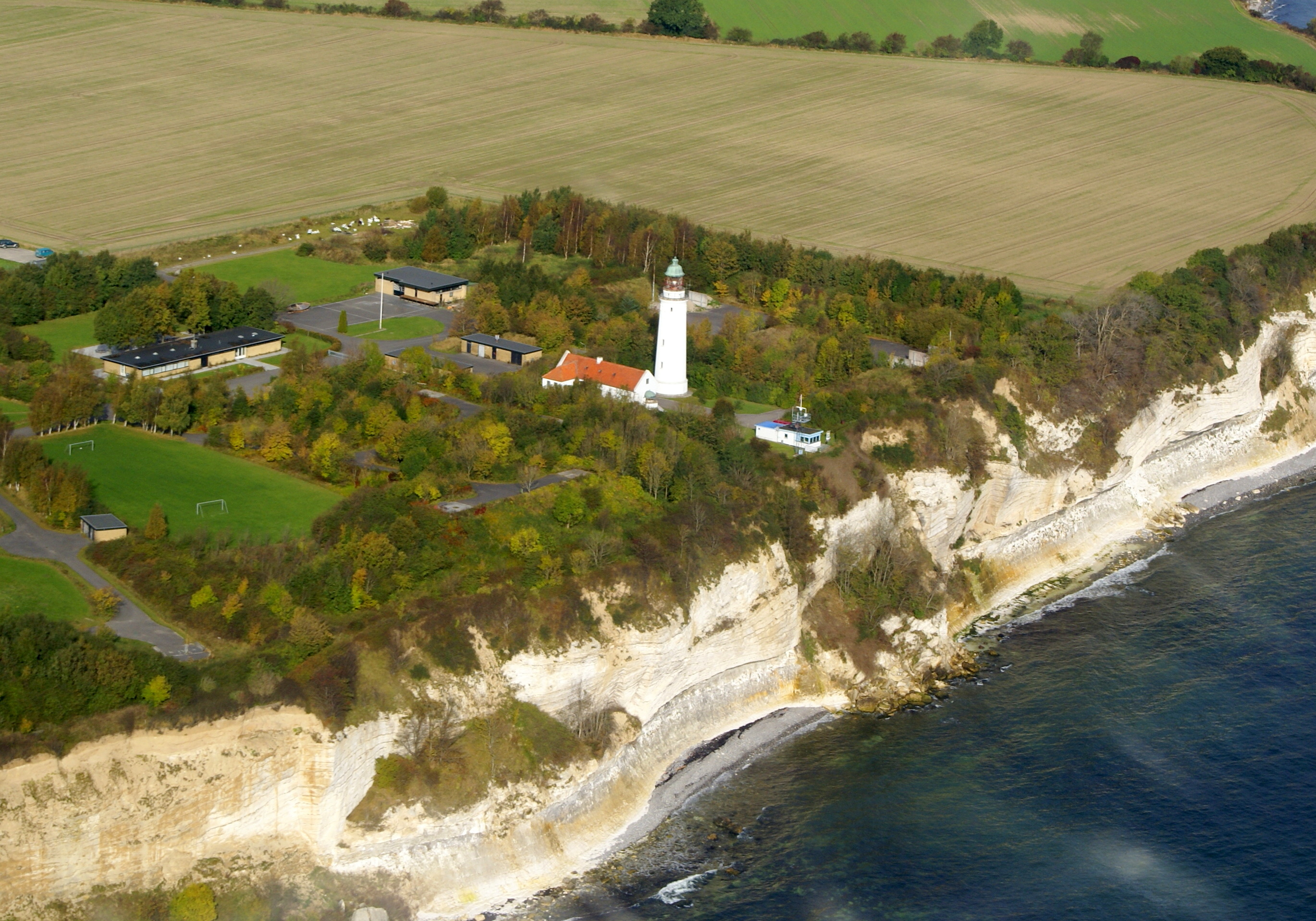
Widok z lotu ptaka
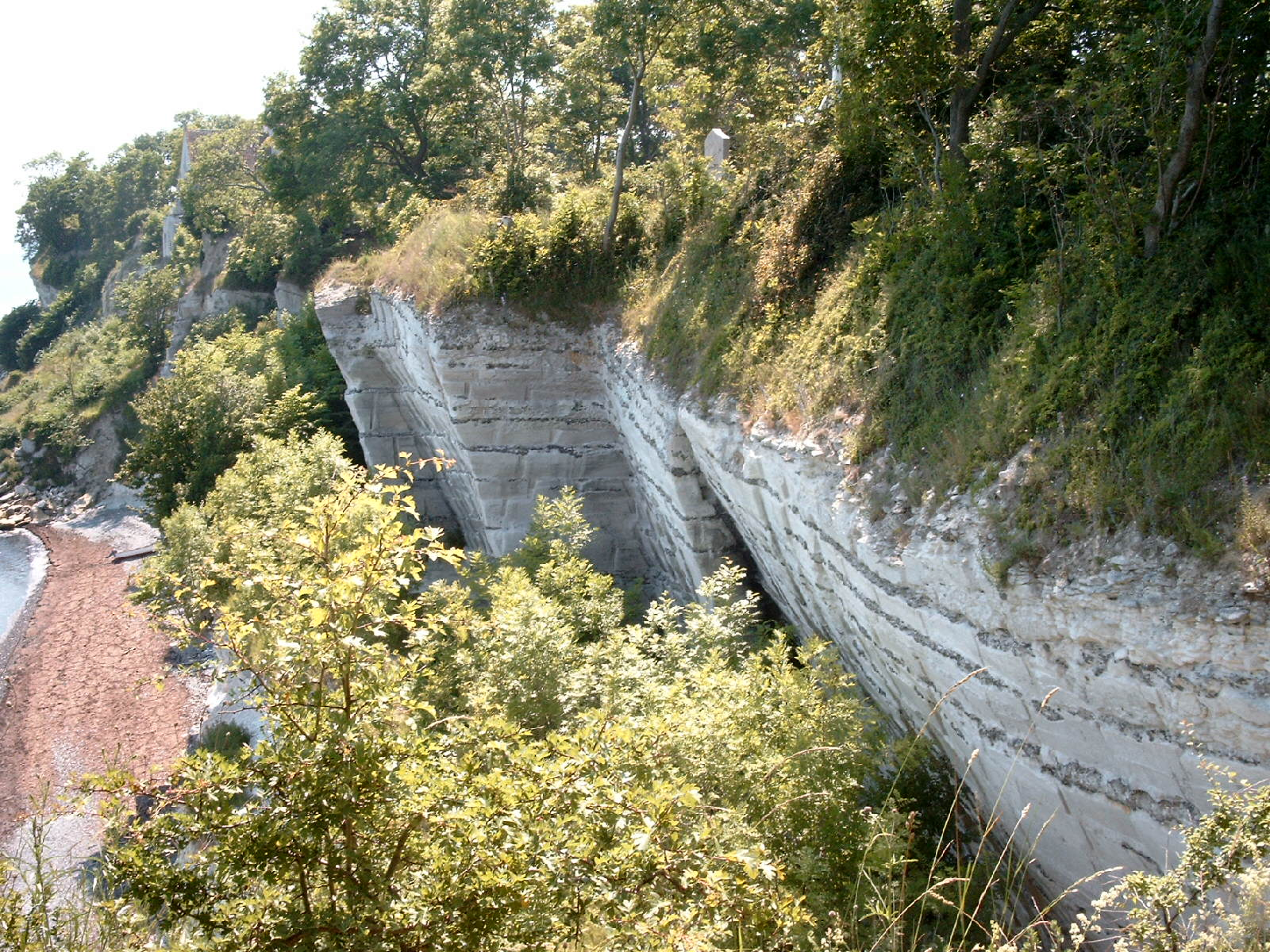
Przewieszka
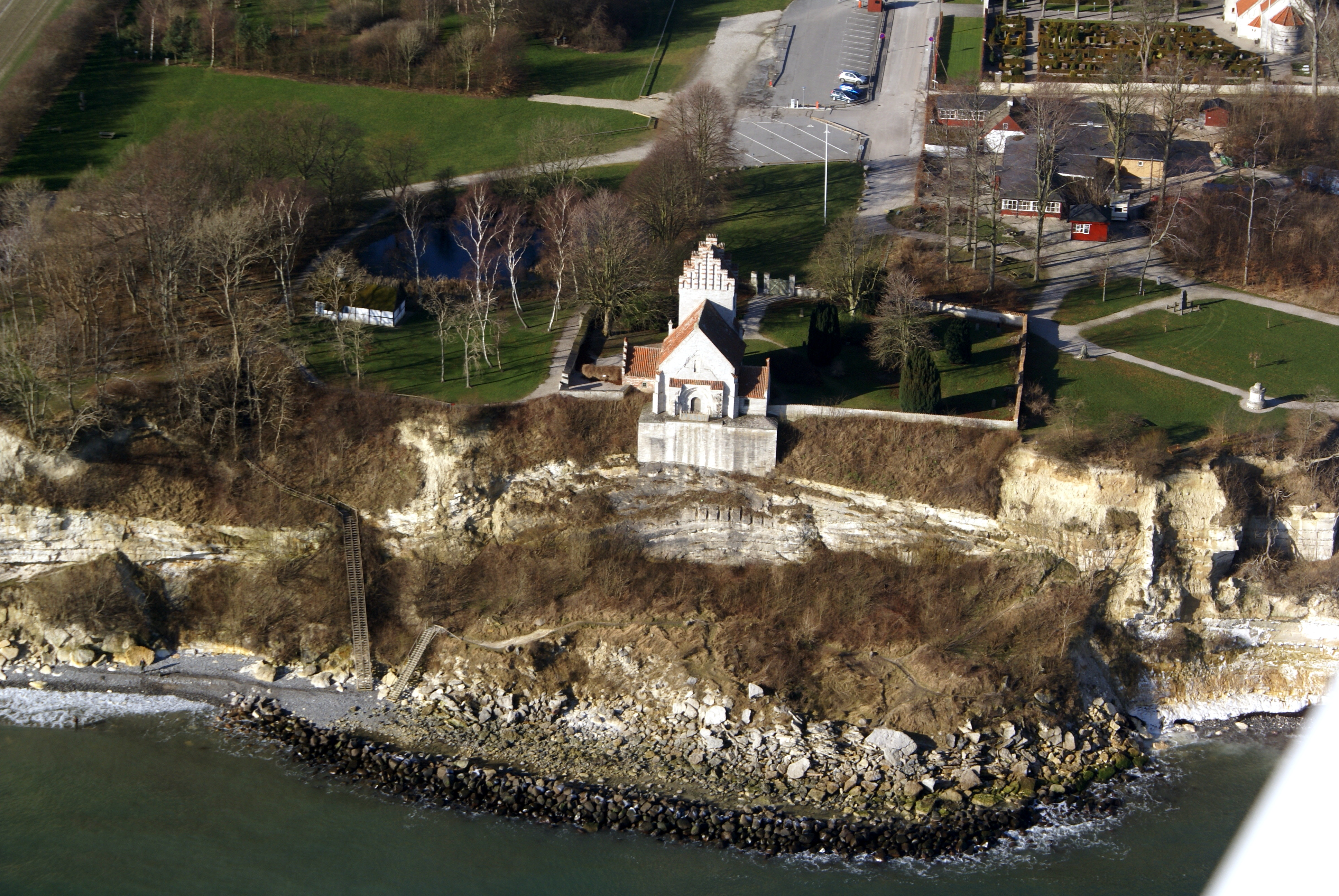
Kościół